# Pablo (Montana)
Pablo è un census-designated place (CDP) degli Stati Uniti d'America, situato nello stato del Montana, nella contea di Lake.
In questa località vi ha sede la riserva indiana di Flathead.